# کارنیلیان بی (کالیفرنیا)
کارنیلیان بی (به انگلیسی: Carnelian Bay) یک منطقهٔ مسکونی در ایالات متحده آمریکا است که در شهرستان پلاسر، کالیفرنیا واقع شده‌است. کارنیلیان بی ۳٫۳۷۶ کیلومتر مربع مساحت و ۵۲۴ نفر جمعیت دارد و ۱٬۹۲۷٫۸۸ متر بالاتر از سطح دریا واقع شده‌است.